# Abraxas antinebulosa
Abraxas antinebulosa är en fjärilsart som beskrevs av Inoue 1984. Abraxas antinebulosa ingår i släktet Abraxas och familjen mätare. Inga underarter finns listade i Catalogue of Life.